# Pancerniki Tillmana
Pancerniki Tillmana znane także jako pancerniki maksymalne (ang. maximum battleships) – seria projektów studyjnych z czasów I wojny światowej. Pancerniki te miały być ekstremalnie duże w stosunku do ówczesnych okrętów tej klasy.
Projekty przygotowywano pod koniec 1916 i na początku 1917 na zlecenie senatora Benjamina Tillmana. US Navy nie była zainteresowana wprowadzeniem w życie tych projektów i prowadziła nad nimi prace tylko po to, aby uzyskać poparcie Senackiego Komitetu Marynarki (ang. United States Senate Committee on Naval Affairs), w którego pracach Tillman brał udział. Były jednymi z największych okrętów, jakie pozostały w fazie projektów.
Senator Tillman był coraz bardziej niezadowolony z corocznych zamówień marynarki na coraz większe pancerniki oraz z tego że marynarka budowała w rzeczywistości pancerniki większe niż zostały zatwierdzone przez Kongres. Nakazał marynarce zaprojektować maksymalne pancerniki, czyli największe, jakich mogłaby używać.
Jedynym ograniczeniem potencjalnych rozmiarów pancerników amerykańskich są rozmiary śluz kanału panamskiego. Śluzy mają wymiary około 330 × 35 metrów, dlatego maksymalne pancerniki miały 297 metrów długości i 33 metry szerokości. Głębokość basenów portowych ograniczyła zanurzenie do 10 metrów.
Pierwsze zlecenia Tillmana (z lat 1912-1913) nigdy nie zostały ukończone, ale prowadzone prace studyjne miały wpływ na prace projektowe pancerników typu Pennsylvania, które były ogólnie powiększonym projektem wcześniejszego typu Nevada. W 1916 senator ponowił zlecenie i tym razem Biuro Konstrukcji i Remontów Marynarki stworzyło kilka projektów studyjnych, które także miały wpływ na następne typy pancerników (tym razem typu South Dakota), będące powiększeniem wcześniejszego typu Colorado)
Po stworzeniu pierwszych czterech projektów wybrano projekt IV do dalszych badań i stworzono na jego podstawie trzy kolejne (IV-1,2,3). Na żądanie Sekretarza Marynarki Josephusa Danielsa te projekty miały uzbrojenie główne składające się z dział 460-milimetrowych zamiast dział 406-milimetrowych używanych w poprzednich projektach. Marynarka uznała, że projekt IV-2 jest najbardziej praktyczny (lub też najmniej niepraktyczny) i zaprezentowała go Kongresowi na początku 1917 roku.
Projekty różniły się od pancerników budowanych w tych czasach w dwóch aspektach, które wynikały z ich rozmiarów:
- pancerniki maksymalne zostały zaprojektowane jako okręty gładkopokładowe, tymczasem większość ówczesnych pancerników miała dwupoziomowy pokład.
- posiadanie przez projektowane okręty dział w kazamatach (pięć na dziobie, dwa na burtach i jedno centralnie na rufie). Podobne działa na rufie były wcześniej montowane na okrętach typu Nevada, ale zostały pominięte przy projektowaniu typu Pennsylvania. Nie zostały użyte w tym projekcie ze względu na to, że w przypadku sztormu były często zalewane przez fale. Później usunięto kazamaty ze wszystkich okrętów. Jednak w przypadku maksymalnych pancerników kazamaty znajdowałyby się znacznie wyżej nad linią wodną, ponieważ okręty miały być wyższe. To najprawdopodobniej uchroniłoby je przed zalewaniem.

Wszelkie rozważania o tak wielkich okrętach wstrzymano po podpisaniu traktatu waszyngtońskiego ograniczającego wielkość okrętów wojennych w 20-leciu międzywojennym.

## Porównanie
Poniżej dokonano porównania różnych projektów pancerników Tillmana oraz: pancerników amerykańskich, których budowę wtedy planowano (South Dakota), ostatniego typu pancerników amerykańskich, który wszedł do służby (Iowa), ostatniego typu pancerników amerykańskich, których budowę zatwierdzono, ale nie ukończono (Montana) oraz typu okrętów wojennych o największej wyporności jakie zostały zbudowane (Nimitz).
| Pancerniki Tillmana a inne okręty | Pancerniki Tillmana a inne okręty | Pancerniki Tillmana a inne okręty | Pancerniki Tillmana a inne okręty | Pancerniki Tillmana a inne okręty | Pancerniki Tillmana a inne okręty | Pancerniki Tillmana a inne okręty | Pancerniki Tillmana a inne okręty                                   |
| Typ                               | Data                              | Wyporność (w tonach)              | Długość (w metrach)               | Szerokość (w metrach)             | Zanurzenie (w metrach)            | Szybkość (w węzłach)              | Główne uzbrojenie                                                   |
| --------------------------------- | --------------------------------- | --------------------------------- | --------------------------------- | --------------------------------- | --------------------------------- | --------------------------------- | ------------------------------------------------------------------- |
| Tillman I                         | 3 grudnia 1916                    | 70 000                            | 297                               | 33                                | 10                                | 26,5                              | 12 dział 406 mm w czterech trzydziałowych wieżach                   |
| Tillman II                        | 13 grudnia 1916                   | 70 000                            | 297                               | 33                                | 10                                | 26,5                              | 24 dział 406 mm w czterech sześciodziałowych wieżach                |
| Tillman III                       | 13 grudnia 1916                   | 63 500                            | 297                               | 33                                | 10                                | 30                                | 12 dział 406 mm w czterech trzydziałowych wieżach                   |
| Tillman IV                        | 29 grudnia 1916                   | 80 000                            | 297                               | 33                                | 10                                | 25,2                              | 24 dział 406 mm w czterech sześciodziałowych wieżach                |
| Tillman IV-1                      | 30 stycznia 1917                  | 80 000                            | 297                               | 33                                | 10                                | 25,2                              | 13 dział 460 mm w pięciu dwudziałowych i jednej trzydziałowej wieży |
| Tillman IV-2                      | 30 stycznia 1917                  | 80 000                            | 297                               | 33                                | 10                                | 25,2                              | 15 dział 460 mm w pięciu trzydziałowych wieżach                     |
| South Dakota                      | 8 lipca 1918                      | 43 200                            | 200                               | 32                                | 10                                | 23,5                              | 12 dział 406 mm w czterech trzydziałowych wieżach                   |
| Iowa                              | 9 czerwca 1938                    | 45 000                            | 262                               | 33                                | 11                                | 33                                | 9 dział 406 mm w trzech trzydziałowych wieżach                      |
| Montana                           | 6 lutego 1940                     | 70 000                            | 280                               | 37                                | 11                                | 28                                | 12 dział 406 mm w czterech potrójnych wieżach                       |
| Nimitz lotniskowiec               | lata 60. XX wieku                 | 98 500                            | 333                               | 41                                | 12                                | 30+                               | skrzydło lotnicze                                                   |